# 聯邦銀行
聯邦銀行は台湾台北市に本部を置く銀行。 中国語での正式名称は「聯邦商業銀行股份有限公司」であるが。
1992年に設立され